# Baturité
Baturité là một đô thị thuộc bang Ceará, Brasil. Đô thị này có diện tích 308,78 km², dân số năm 2007 là 31388 người, mật độ 101,65 người/km².